# Leucothyreus pruinosus
Leucothyreus pruinosus är en skalbaggsart som beskrevs av Perty 1832. Leucothyreus pruinosus ingår i släktet Leucothyreus och familjen Rutelidae. Inga underarter finns listade i Catalogue of Life.